# Ясмін Бліт
Ясмін Бліт (англ. Yasmine Bleeth, нар. 14 червня 1968) — колишня американська акторка, фотомодель. Найбільшу відомість дістала після знімання в телесеріалах «Рятівники Малібу», «Детектив Неш Бріджес» і «Титани», а також у фільмі «БЕЙСкетбол».

## Біографія
Народилась 14 червня 1968 у Нью-Йорку в родині бізнесмена, що працював деякий час професійним фотографом, та моделі. Її батько — єврейського походження, предки якого були емігрантами з Німеччини та Росії, мати — французького та алжирського походження. Після розлучення батьків виховувалась своєю мамою. Здобувши середню освіту в приватній школі, вступила до Міжнародної школи ООН.
Починає акторську кар'єру 1969 року в віці 10 місяців з участі в рекламі дитячого шампуню компанії Johnson & Johnson. У віці шести років, вона з'явилася в програмі «Candid Camera» (Прихована камера). Того ж року вона взяла участь у рекламній компанії Max Factor з моделлю Крістіною Ферраре.
1969 року знімається в серіалі «Одне життя, щоби жити» («One Life to Live»).
1980 року маючи 12 років знялась у фільмі «Hey Babe!» («Гей, малюче!») режисера Рафаля Зилинського. І від 1989 року грає в серіалі «Рятівники Малібу».
1981 року зіграла персонажа Лі Енн Демерест у мильній опері «One Life To Live» й взяла участь у серіалі «Голова Германа» («Herman's Head»).
Коли виповнилось 20, її мати Каріна в віці 47-років помирає від раку молочної залози. За цією сумною подією йде майже восьмимісячний період депресії, протягом якого не хоче навіть думати продовжувати кар'єру актриси й моделі. Вийти з такого гнітючого стану їй допомагає актор Рікі Полл Ґолдін, з ним вона жила в Мангеттені й майже вийшла за нього заміж, але, коли весільні запрошення були вже розіслані, Ясмін відкликає згоду вступити в шлюб.
1994 року знялась у «Містичній силі», серіалі «Naked Truth» і «Baywatch: Forbidden Paradise». Завдяки «Рятівникам Малібу» актриса потрапляє до топ «50 Most Beautiful People in 1995», «100 Sexiest Women in the World every year from 1996—2001» і «100 Sexiest Women every year from 2000—2003». 1996 року зіграла роль Діани Шепард у фільмі «Поговори зі мною» («Talk to Me»), Кейтлін Кросс у серіалі «Детектив Неш Бріджес» («Nash Bridges») і знялась у драмі Джека Бендера «Обличчя».
У 1997—1999 роках активно підтримує свою популярність у дальших фільмах і серіалах: «Смерть королеви» («Crowned and Dangerous»), «Дещо» («Lake»), «Салон Вероніки» («Veronica's Closet»), «Бейскетбол» («BASEketball»). Грає разом із Памелою Андерсон в серіалі «V.I.P.», фільмі «Ultimate Deception», «Heaven or Vegas», «Coming Soon», в драмі Джека Бендера «It Came from the Sky». Знімається в «Undercover Angel» і в трилері Дерана Сараф'яна «Road Rage».
2000 року знімається в фільмах «Прощавай, Казаново» («Goodbye, Casanova»), «Hidden War» і серіалі «Титани» («Titans»). Однак, попри успішність, у грудні 2000-го року з'ясовується, що актриса проходить добровільне лікування від кокаїнової залежності. 12 вересня 2001 року її заарештували в Мічигані, а потім, у ході розслідування, при особистому допиті та в її готельному номері були знайдені дози кокаїну. 2002 року, після угоди зі слідством про визнання своєї вини, Ясмін Бліт присудили 2 роки випробувального терміну й сто годин громадських робіт.
2003 року знялась у фантастиці Джейсона Бурка «Maximum Surge Movie» й далі грає роль Керолайн у «Baywatch: Hawaiian Wedding» («Гавайське весілля»). Після цього вона завершила свою акторську кар'єру.
Що пережила смерть матері, використала свій зірковий статус, для сповіщення молодих жінок про проблему ранньої діагностики й лікування раку молочної залози, й фінансувала дослідження в цій царині.
В січні 2015 року вперше за більш ніж десятиліття з'явилась перед камерами журналістів на заході, на який її запросила подружка Ейлін Девідсон.

## Особисте життя
В 1996 році зустрічалась з актором Метью Перрі. Вона познайомилась зі свої майбутнім чоловіком, власником стриптиз-клубу Полом Черріто, в медичній клініці, під час її першого курсу лікування від нарко- та алкозалежності. 25 серпня 2002 року вони одружились в Санта-Барбарі, Каліфорнія. Зараз вони живуть в Лос-Анджелесі та Скоттсдейлі (Аризона).

## Фільмографія
| Рік  | Назва            | Оригінальна назва | Роль           | Примітки |
| ---- | ---------------- | ----------------- | -------------- | -------- |
| 1980 | Hey Babe!        | Hey Babe!         | Тереза О'Браян |          |
| 1994 | Містична сила    | The Force         | Корал Вілсон   |          |
| 1998 | БЕЙСкетбол       | BASEketball       | Дженна Рід     |          |
| 1999 | Небеса або Вегас | Heaven or Vegas   | Рейчел         |          |
| 1999 | Скоро            | Coming Soon       | Мімі           |          |
| 1999 | Таємний ангел    | Undercover Angel  | Холлі Андерсон |          |
| 2003 | Гру закінчено    | Game Over         | Джо            |          |

| Рік       | Назва                                  | Оригінальна назва                      | Роль                     | Примітки                        |
| --------- | -------------------------------------- | -------------------------------------- | ------------------------ | ------------------------------- |
| 1985–1989 | Нідія Раян                             | Ryan's Hope                            | Раян Фенеллі             |                                 |
| 1991–1993 | Одне життя щоби жити                   | One Life to Live                       | Лі Анн Дімерест Б'юкенен |                                 |
| 1993      | Голова Германа                         | Herman's Head                          | Лінда                    | Епізод: «An Actor Prepares»     |
| 1993–1997 | Рятівники Малібу                       | Baywatch                               | Керолайн Голден          | 72 епізоди                      |
| 1995      | Baywatch the Movie: Forbidden Paradise | Baywatch the Movie: Forbidden Paradise | Керолайн Горлден         | Телефільм                       |
| 1996      | Baywatch Nights                        | Baywatch Nights                        | Керолайн Голден          | Епізод: «The Curator»           |
| 1996      | Обличчя                                | A Face To Die For                      | Емілі Ґілмор             | Телефільм                       |
| 1996      | Поговори зі мною                       | Talk to Me                             | Даян Шеперд              | Телефільм                       |
| 1997      | Гола правда                            | The Naked Truth                        | Наталі                   | Епізод: «The Dating Game»       |
| 1997      | Смерть королеви                        | Crowned and Dangerous                  | Даніель Стівенс          | Телефільм                       |
| 1998      | Дещо                                   | The Lake                               | Джекі Іверс              | Телефільм                       |
| 1998      | Салон Вероніки                         | Veronica's Closet                      | Катерина                 | Епізод: «Veronica's a Drag»     |
| 1998–2000 | Детектив Неш Бріджес                   | Nash Bridges                           | Інспектор Кейтлін Кросс  | 26 епізодів                     |
| 1999      | Остаточний обман                       | Ultimate Deception                     | Террі Кафф               | Телефільм                       |
| 1999      | It Came from the Sky                   | It Came from the Sky                   | Пейпер Аппер             | Телефільм                       |
| 1999      | Road Rage                              | Road Rage                              | Елен Карсон              | Телефільм                       |
| 2000      | Прощавай, Казаново                     | Goodbye Casanova                       | Лавінья                  | Телефільм                       |
| 2000      | Прихована війна                        | Hidden War                             | Алексія Форман           | Телефільм                       |
| 2000      | V.I.P.                                 | V.I.P.                                 | Крістен Грейсон          | Епізод: «Miss Con-Jeanie-Ality» |
| 2000–2001 | Титани                                 | Titans                                 | Гізер Лейн-Вільямс       | 14 епізодів                     |
| 2003      | Гавайське весілля                      | Baywatch: Hawaiian Wedding             | Керолайн Голден          | Телефільм                       |